# イノシトール五リン酸
イノシトール五リン酸(Inositol pentakisphosphate)は、イノシトール-ポリリン酸マルチキナーゼの作用によって、イノシトール四リン酸に1つのリン酸基が付加した分子である。イノシトールリン酸系の多くのセカンドメッセンジャーの1つであると考えられている。腫瘍形成、浸潤、転移等の幅広い生理学的、病理学的反応に関わっており、そのためこのキナーゼに特異的な阻害剤は癌の治療にとって有用であると考えられている。
イノシトール五リン酸は植物の防御シグナル伝達においても役割を果たしている。また植物ホルモンのジャスモン酸類の働きを強める
。